# John Bisland
John Bisland (1742–1821) fut l'un des premiers et plus importants planteurs de coton du Natchez District, dans le Territoire du Mississippi, à 500 kilomètres au nord de La Nouvelle-Orléans, où il était propriétaire de neuf plantations  à la fin du XVIIIe siècle, à un moment clé de l'histoire de la culture du coton. John Bisland était également propriétaire d'entrepôts et de 36 esclaves.
Né en Écosse, où il a commencé sa carrière de négociant avec John Muir. En 1774, il a émigré à Cross Creek, en Caroline du Nord, où il l'a poursuivie, avant d'émigrer en Jamaïque lorsque débute la guerre d'indépendance. Il obtient cinq dons de terre pour approximativement 3 770 âcres, entre 1782 et 1795. L'autre planteur important de la région, arrivé un an avant lui en 1781, était Stephen Minor. En 1783, un an après son arrivée, Joseph Duncan vend de nombreuses terres à une série d'investisseurs: William Dewitt, Joseph Ford, James Wilson, Lewis Claire, Stephen Holstein, John Choat, James Willing, et Philip Shaver.
John Bisland a épousé Susannah Rucker, fille du colonel britannique Peter Rucker, qui lui a donné neuf enfants : Alexander, Peter, William, James, Katherine, Susanna, Sarah, Elizabeth et Jane. La famille était propriétaire des plantations de Vendue, Mount Repose et Mount Airwell.